# Wolfgang Wolf
Wolfgang Wolf (Tiefenthal, 24 settembre 1957) è un ex calciatore, allenatore di calcio e dirigente sportivo tedesco.

## Biografia
Suo fratello Arno (1959-2013) è stato un calciatore e allenatore. Anche suo figlio Patrick, nato nel 1989, è un calciatore.

## Carriera

### Giocatore
Esordì in Bundesliga con il Kaiserslautern il primo agosto 1987, contro l'Eintracht Frankfurt, mandato in campo all'83' dall'allenatore Hannes Bongartz, al posto di Franco Foda. Concluse la sua prima stagione con 15 presenze e un gol, segnato contro il Bochum alla diciassettesima giornata, segnando il gol dello 0-1 (la partita terminò 2-2).
Nel 1981 fu finalista in Coppa di Germania.
Militò nel Kaiserslautern per 10 stagioni, fino al 1988.
Nella stagione 1988-1989 passò alla squadra dello Stuttgarter Kickers, sempre in Bundesliga. A fine anno il club retrocesse, arrivando al penultimo posto in classifica. Giocò per due stagioni in 2.Bundesliga, prima di essere nuovamente promosso in massima serie nel 1991.
La stagione 1991-1992 fu l'ultima di Wolf prima di lasciare il club, lo Stuttgarter Kickers riuscì a evitare la retrocessione conservando un posto in Bundesliga.
Dal 1992 al 1993 Wolf militò a livello dilettantistivco nel VfR Mannheim, in Oberliga prima di ritirarsi.

### Dirigente e allenatore
Nel 1993 tornò allo Stuttgarter Kickers come collaboratore tecnico.
Nel 1994 gli fu assegnata la panchina della squadra. Intraprese così la carriera da allenatore. Ottenne la promozione dalla 3.Liga alla 2.Bundesliga. Restò al Kickers fino al 1998.
Nel marzo 1998 venne ingaggiato dal Wolfsburg, alla sua prima stagione in Bundesliga, riuscendo a evitare la retrocessione. Nella stagione 1998-1999 raggiungendo il sesto posto in campionato, ottenne la qualificazione in Coppa UEFA.
Il 4 marzo 2003 venne esonerato dal Wolfsburg e fu rimpiazzato da Jürgen Röber, a causa della cattiva posizione in classifica del club. Infatti, il Wolfsburg si trovava in undicesima posizione, a cinque punti dalla zona retrocessione, nonostante la stagione fosse iniziata con l'obiettivo di una qualificazione in Coppa UEFA. Dopo la pausa estiva, la squadra aveva collezionato solo una vittoria in sei partite.
Conclusa l'esperienza al Wolfsburg dopo 5 anni, il 30 aprile 2003 Wolf ripartì dalla panchina del Norimberga, club in cui aveva militato anche come giocatore. Restò al club fino al 31 ottobre 2005.
Dal 22 novembre 2005 all'11 aprile 2007 allenò il Kaiserslautern.
Nell'estate del 2009 si trasferì in Grecia per allenare lo Skoda Xanthi, ma diede le dimissioni nel mese di settembre a causa di problemi personali. La squadra aveva ottenuto un solo punto nelle prime tre partite della Super League greca.
Tornato in Germania, allenò il Kickers Offenbach e l'Hansa Rostock, nelle serie inferiori tedesche.
Dal 2014 al 2015 fu direttore sportivo del Norimberga. Il 23 settembre 2015 venne sollevato dalle sue mansioni dalla dirigenza.

## Palmarès

### Allenatore

#### Competizioni nazionali
- Regionalliga Süd: 1

Kickers Stoccarda: 1995-1996
- 2. Fußball-Bundesliga: 1

Norimberga: 2003-2004